# Toro (film 2016)
Toro è un film spagnolo del 2016 diretto Kike Maíllo.

## Trama
Due fratelli, Toro e Lopez, si incontrano di nuovo dopo cinque anni dalla tragica morte del loro terzo fratello Antonio, avvenuta durante una rapina messa in atto dagli stessi tre fratelli. Toro è in carcere e usufruisce di permessi giornalieri per poter lavorare e riabilitarsi, ed è fidanzato con la maestra Estrella. Lopez, dopo aver truffato una pericolosa organizzazione criminale con a capo il crudele Rafael Romano spalleggiato dal fido guardaspalle Ginés, fugge con la sua giovane figlia Diana. I tre si imbarcano in un viaggio attraverso una violenta e selvaggia Andalusia. Un viaggio che fa riaprire vecchie ferite del passato e dove i fratelli sono costretti a collaborare per salvarsi la vita.